# Lenguas dani-paniai
Las lenguas dani-paniai o lenguas de las Tierras Altas occidentales de Irian Jaya son un grupo de lenguas trans-neoguineanas occidentales que tienen cierto parecido léxico y presentemente formarían un grupo filogenético válido. Está formado por dos ramas:
- Lenguas dani
- Lenguas de los lagos Paniai (o lagos Wissel)

## Comparación léxica
Los numerales reconsruidos para la rama dani y rama Paniai son:
| GLOSA | PROTO- DANI    | PROTO- PANIAI |
| ----- | -------------- | ------------- |
| '1'   | *ámbi-         | *ɛna          |
| '2'   | *mbirén        | *wiya         |
| '3'   | *kenagam       | *wido         |
| '4'   | *2+2/ 'índice' | *wui          |
| '5'   | *'mano'        | *edibi        |
| '6'   | *'mano'+1      | *bedibi       |
| '7'   | *'mano'+2      | *dada?        |
| '8'   | *'mano'+3      |               |
| '9'   | *'mano' + 4    |               |
| '10'  | *              | *kaati        |